# Comuna Säter
Säter (Säters kommun) este o comună din comitatul Dalarnas län, Suedia, cu o populație de 10.873 locuitori (2013).

## Geografie

### Zone urbane
Lista celor mai mari zone urbane din comună (anul 2015) conform Biroului Central de Statistică al Suediei:
| Nr | Zona urbană     | Pop.  |
| -- | --------------- | ----- |
| 1  | Säter           | 4.613 |
| 2  | Enbacka și Mora | 1.899 |
| 3  | Skedvi kyrkby   | 407   |
| 4  | Solvarbo        | 301   |

## Demografie
| \| Evoluția demografică în comuna Säter, 1970–2015 \| Evoluția demografică în comuna Säter, 1970–2015 \| Evoluția demografică în comuna Säter, 1970–2015 \| Evoluția demografică în comuna Säter, 1970–2015 \| Evoluția demografică în comuna Säter, 1970–2015 \| \| ----------------------------------------------------------------------------------------------------- \| ----------------------------------------------- \| ----------------------------------------------- \| ----------------------------------------------- \| ----------------------------------------------- \| \| An \| \| \| Locuitori \| \| \| 1970 \| 1970 \| \| 9 812 \| 9 812 \| \| 1975 \| 1975 \| \| 10 262 \| 10 262 \| \| 1980 \| 1980 \| \| 10 874 \| 10 874 \| \| 1985 \| 1985 \| \| 11 201 \| 11 201 \| \| 1990 \| 1990 \| \| 11 896 \| 11 896 \| \| 1995 \| 1995 \| \| 11 790 \| 11 790 \| \| 2000 \| 2000 \| \| 11 259 \| 11 259 \| \| 2005 \| 2005 \| \| 10 989 \| 10 989 \| \| 2010 \| 2010 \| \| 10 840 \| 10 840 \| \| 2015 \| 2015 \| \| 11 009 \| 11 009 \| \| Sursa: SCB - Statistika Centralbyrån, Folkmängd efter region, civilstånd, ålder och kön. År 1968–2016 \| \| \| \| \| |      |  |           |        |
| Evoluția demografică în comuna Säter, 1970–2015 |      |  |           |        |
| An |      |  | Locuitori |        |
| 1970 | 1970 |  | 9 812     | 9 812  |
| 1975 | 1975 |  | 10 262    | 10 262 |
| 1980 | 1980 |  | 10 874    | 10 874 |
| 1985 | 1985 |  | 11 201    | 11 201 |
| 1990 | 1990 |  | 11 896    | 11 896 |
| 1995 | 1995 |  | 11 790    | 11 790 |
| 2000 | 2000 |  | 11 259    | 11 259 |
| 2005 | 2005 |  | 10 989    | 10 989 |
| 2010 | 2010 |  | 10 840    | 10 840 |
| 2015 | 2015 |  | 11 009    | 11 009 |
| Sursa: SCB - Statistika Centralbyrån, Folkmängd efter region, civilstånd, ålder och kön. År 1968–2016 |      |  |           |        |